# Rhinyptia carinulata
Rhinyptia carinulata är en skalbaggsart som beskrevs av Ohaus 1913. Rhinyptia carinulata ingår i släktet Rhinyptia och familjen Rutelidae. Inga underarter finns listade i Catalogue of Life.